# Оттенок алого
«Оттенок алого» (англ. Slightly Scarlet) — цветной фильм нуар режиссёра Аллана Дуона, вышедший на экраны в 1956 году.
В основу фильма положен роман Джеймса М. Кейна «Прекрасная подделка любви» (1942). История рассказывает об отношениях набирающего силу гангстера Бена Грейса (Джон Пейн) с двумя ярко-рыжими красавицами-сёстрами — Джун (Ронда Флеминг), которая является правой рукой и возлюбленной мэра, ведущего борьбу с коррупцией, и Дороти (Арлин Дал), которая только что вышла из тюрьмы и страдает клептоманией, нимфоманией и алкоголизмом. Отношения между персонажами достигают апогея, когда в город возвращается безжалостный главарь городской мафии Солли Каспар (Тед де Корсиа).
Как отмечает кинокритик Артур Лайонс, «хотя жанр фильм нуар обычно связывают с чёрно-белым кино, некоторые режиссёры классического нуарового периода экспериментировали с цветом». Помимо этой картины в цвете были сделаны такие фильмы нуар, как «Бог ей судья» (1945), «Ярость пустыни» (1947), «Верёвка» (1948), «Человек на Эйфелевой башне» (1949), «Ниагара» (1953), «Окно во двор» (1954), «Я умирал тысячу раз» (1955), «Адский остров» (1955), «Дом из бамбука» (1955) и «Головокружение» (1958).

## Сюжет
В калифорнийском городе Бэй-сити из тюрьмы выпускают рыжеволосую молодую женщину Дороти Лайонс (Арлин Дал). У ворот тюрьмы на дорогом автомобиле её встречает столь же рыжеволосая и сексуальная старшая сестра Джун Лайонс (Ронда Флеминг). Их встречу тайно снимает на фотоаппарат некто Бен Грейс (Джон Пейн). Затем Бен едет в городское управление полиции к знакомому детективу, лейтенанту Дитцу (Фрэнк Герстл), чтобы изучить криминальное досье на Дороти, которая, как выясняется, уже трижды получала сроки за кражу драгоценностей из магазинов, и всегда выходила досрочно на поруки своей сестры. Последний раз её освободили условно-досрочно по причине плохого психического здоровья. На прощание Бен говорит, что, может быть, сделает Дитца шефом полиции, в зависимости от того, кто станет следующим мэром. Тем временем в тихом спальном квартале сёстры подъезжают к шикарному особняку Джун, которая рассказывает, что работает секретарём у богатого холостого бизнесмена Фрэнка Дженсена (Кент Тейлор). Пока Дороти наливает себе выпить, Джун берёт городскую газету, на первой странице которой сообщается, что влиятельный издатель и борец за справедливость Норман Б. Марлоу (Рой Гордон) поддержит на выборах мэра кандидатуру Дженсена.
Бен приезжает в дорогой особняк, который является резиденцией и штаб-квартирой мафиозного главаря Солли Каспара (Тед де Корсия). Каспар смотрит по телевидению выступление Марлоу, который подчёркивает, что за 30 лет возглавляемая им газета не вела кампании такой важности и масштаба, как нынешняя кампания в поддержку Фрэнка Дженсена. Хорошо известно, что городская администрация погрязла в коррупции, и в реальности всем в городе заправляет Сол Каспар, который действует с помощью краж, взяток и убийств, и за 15 лет его синдикат разросся до таких масштабов, что те, кто должен защищать нас от преступности, просто состоят у Каспара на зарплате. Поэтому Марлоу убеждает всех проголосовать за человека, который не связан с нынешними властями и который способен очистить город от коррупции — за Фрэнка Дженсена.
Затем Каспар любезно провожает Бена в свой кабинет, спрашивая, смог ли тот найти компромат на Дженсена и его подружку. Однако Бен отвечает, что после недельного расследования пришёл к заключению, что оба абсолютно чисты. Каспар приходит в нездоровое возбуждение от того, что ему сообщают такие новости за неделю до выборов, и предупреждает Бена, понимает ли тот, что с тем будет, если мэром станет Дженсен. Бен говорит, что ему ни разу не удалось подловить секретаршу на внеслужебных отношениях с Дженсеном, возможно, она просто честная секретарша и порядочная девушка. Бен рекомендует боссу попробовать что-нибудь другое, на что Каспар отвечает, что тогда, пожалуй, разберётся с парнем, который обеспечивает Дженсену главную поддержку, а именно с Марлоу, без которого Дженсен бы ничего не добился. Каспар говорит, что сейчас же займёмся Марлоу, и Бен пойдёт вместе с ним, однако Бен отказывается. Прямой и жестокий Каспар ценит Бена за его образование и интеллект, называя «умником», тем не менее полагает, что Бен «никогда не станет боссом, а всегда будет только советником, поскольку боссом может быть только человек дела». А у Бена, по его мнению, не хватает твёрдости и характера. Затем, собрав всех своих подручных, Каспар на глазах у них бьёт Бена по лицу, говоря, что тот «в состоянии взять только то, что можно взять, не ввязываясь в неприятности».
Когда Каспар отправляет Бена немного «проветриться», тот из соседнего бара анонимно звонит Джун, сообщая, что Каспар собирается разобраться этой ночью с Марлоу, и просит сообщить об этом Дженсену. Только проснувшаяся Джун принимает звонок за политический розыгрыш, и не придаёт ему значения.
Марлоу до глубокой ночи работает в редакции. Когда он собирается уходить, его хватают трое бандитов, отводя в небольшую комнату, где Каспар избивает его, требуя изменить свою позицию в отношении Дженсена. Сердце пожилого и больного Марлоу не выдерживает, и он умирает, после чего Каспар выбрасывает его тело в окно, имитируя самоубийство. Через некоторое время после ухода бандитов, в редакцию газеты заходит Бен, снимая установленное им прослушивающее оборудование.
На следующее утро, прочитав в газете об убийстве Марлоу, Джун приглашает к себе домой Дженсена и Дитца, рассказывая им об анонимном звонке в 2 часа ночи с предупреждением о готовящемся покушении на Марлоу. Дитц явно пытается затормозить расследование, говоря, что продержался на своей работе 22 года именно потому, что не лез в политику. После их ухода появляется Бен, он представляется и говорит, что хочет, чтобы Дженсен стал мэром. Бен говорит, что это он звонил ночью по поводу Марлоу. Затем он заявляет, что Дженсен — хороший человек, но не знает, как выигрывают выборы. Для победы нужно немного грязи, и такая грязь у Бена есть. Затем Бен проигрывает плёнку с записью убийства Марлоу, где отчётливо слышно, что это сделал Каспар. Однако Джун не верит в искренность намерений Бена, а когда Бен упоминает, что знает о Дороти, Джун принимает его за шантажиста, даёт ему пощёчину и выпроваживает из дома. Услышав своё имя, к ним подходит Дороти, начиная открыто заигрывать с Беном. На прощание Бен оставляет сёстрам свой номер.
В своём служебном кабинете Дженсен обнимает Джун за плечи, объясняясь ей в любви, однако она вежливо уходит от поцелуя. Он делает ей предложение, однако Джун деликатно просит отложить решение на некоторое время. Дженсен спрашивает, если всё дело в опасениях Джун, что Дороти может его скомпрометировать накануне выборов, то он знает, как справится с этой проблемой.
Джун приезжает домой к Бену, говоря, что изменила своё мнение и готова воспользоваться его помощью ради того, чтобы помочь Дженсену победить. Передавая плёнки, Бен говорит, что помимо Каспара в убийстве Марлоу участвовали Уилсон и Джеймс, которые давно находятся в федеральном розыске.
В штаб-квартире Каспара Бен предлагает боссу посмотреть выступление Дженсена по телевидению. Своё последнее предвыборное выступление Дженсен полностью посвящает убийству Марлоу, открыто обвиняя в нём прокурора и шефа полиции, которые саботируют проведение расследования, а также того, кто диктует им все решения — Сола Каспара. Каспар решает, что в полицию донесла его любовница, и посылает Уилсона и Джеймса разобраться с ней. Однако в этот момент в квартире появляется полиция, которая хватает бандитов. После этих событий, чтобы избежать ареста, шеф полиции рекомендует Каспару уехать на время в другой штат или за границу. Каспер быстро собирает чемоданы и идёт к машине. Перед отъездом один из подручных сообщает ему, что Уилсон и Джеймс стали давать показания, и теперь у прокурора есть на Каспара реальный материал. Каспар даёт ему денег на взятки, говоря, что у него возникло подозрение, что всё происходящее является частью плана Бена. Однако приказывает не трогать до своего возвращения, когда он сам с ним разберётся.
На выборах побеждает Дженсен. Бен уводит Джун с праздничной вечеринки по случаю победы, приглашая её в бар выпить за нового мэра. Наслаждаясь победой, Джун берёт Бена за руку, а когда она пускается в рассуждения о своей работе, Бен наклоняется и целует её. Затем он провожает её до дома, и в дверях они снова целуются. Джун говорит, что совершенно ничего не знает о Бене. В свою очередь он подсказывает Джун порекомендовать Дженсену назначить Дитца на должность шефа полиции. Отрыв дверь, они снова страстно целуются, а порядком напившаяся Дороти ревниво наблюдает за ними. Уже перед сном на вопрос сестры «не хочешь ли чего-нибудь?» Дороти отвечает: «Бена Грейса». Затем она с вызовом говорит сестре, что будет действовать по велению своего сердца, не обращая внимания ни на что.
В особняке Каспара собравшиеся члены банды выражают недовольство тем, как идут дела. У появившегося Бена они спрашивают, что тот собирается делать. Бен отвечает, что пока всё не установится в новой администрации, надо сидеть спокойно и не высовываться. Бандиты считают, что Бен слишком много на себя берёт, начиная всем распоряжаться, и почти открыто выражают своё неповиновением ему. Тогда Бен бьёт двух наиболее строптивых бунтарей, а затем, угрожая всей банде оружием, говорит, что посадил своего человека на должность шефа полиции.
Бен приходит к Дитцу с поздравлениями по случаю его назначения, и тот благодарит Бена за помощь. Затем Бен излагает программу действий для полиции, которая устроит Дженсена, Дитца и самого Бена. Дитц должен почистить город, избавиться от проституции, посадить воров и мошенников, чтобы создать новую атмосферу в городе, а для Бена оставить нетронутыми тридцать нелегальных игровых залов, которые будут приносить им доход. То есть, как говорит Дитц, «собираешься играть на обе стороны», предупреждая о том, что Дженсен настолько богат, что его не удастся подкупить, и о том, что люди Каспара могут остаться недовольны таким раскладом и попросту убьют его. Но Бен говорит, что займётся этим.
Бухгалтер банды сообщают Бену, что их финансовые дела в новых условиях идут всё хуже и хуже. На вопрос Бена об общаке, бухгалтер отвечает, что до своего бегства Каспар держал наличными около 160 тысяч долларов в пляжном доме.
Бен приезжает к Джун домой поблагодарить её за назначение Дитца. Она сообщает, что Дженсен хотел бы лично с встретиться с Беном и поблагодарить за помощь в победе. Когда Бен собирается уходить, Дороти просит подвезти её в город на приём к психиатру. В машине Дороти говорит, что знала, что они окажутся вместе, так как они «птицы одного полёта, оба плохие». Бен высаживает Дороти около здания, где у неё назначен приём, однако Дороти проходит мимо двери и направляется в сторону дорогих магазинов. Опасаясь, что Дороти вернётся к старому и снова что-нибудь украдёт, Бен, который направляется в пляжный дом, увозит её с собой.
Они приезжают в шикарный дом на морскому побережье, поражающий своей просторной гостиной. Бен отправляет Дороти примерить купальник, а сам начинает искать тайник. Наконец Бен находит и открывает сейф, однако тот оказывается пуст. В этот момент Дороти спускается в леопардовом купальнике и с подводным ружьём в руках. Балуясь с ружьём, она случайно нажимает на спусковой крючок, и чуть было не убивает Бена. Он в ярости подходит к ней и берёт за плечи, пытаясь образумить, но она в этот момент целует его. Бен отсылает её к морю, провожая её до балкона, где бросает ружьё на шезлонг. Некоторое время спустя несколько растрёпанный и хмурый Бен, сидя на диване, выпивает вместе с довольной Дороти. Узнав, что он никогда не привозил сюда Джун, Дороти говорит: «Один-ноль в пользу младшей сестрёнки» и кладёт на него ноги. Когда она пытается его поцеловать, подкравшийся к дому Уолтон стреляет в их направлении. В завязавшейся перестрелке Бен ранит бандита и прижимает его к полу. Уолтон признаётся, что он здесь, потому что Каспар внёс залог за него и за Джеймса, и скоро «займётся тобой, умник». Однако Бен показывает чек, подтверждающий, что именно он внёс залог за них обоих, а затем выгоняет Уолтона.
Бен отвозит Дороти к Джун, которую та укладывает спать, после чего выходит к Бену. Помрачневшая и серьёзная Джун говорит, что перед тем, как заснуть, Дороти рассказала ей обо всём, что случилось в пляжном доме между ними, «и рассказала она достаточно». Бен обнимает Джун за плечи и говорит, что ему нужна только она. Джун спрашивает, «а ты уверен, что не хочешь двух нас сразу?», а затем бросается в его объятия.
На следующий день Дороти приезжает домой на такси и незаметно проскакивает в свою спальню. Вскоре появляется сержант полиции, разыскивающий женщину, по описанию в точности соответствующую Дороти. Её подозревают в краже жемчужного ожерелья их универсального магазина «Хэтуэй». Джун проводит сержанта в комнату Дороти, где тот быстро находит как её саму, так и ожерелье с магазинным ценником. Джун умоляет не арестовывать сестру, так как она психически больна, однако офицер даёт пять минут на сборы. Когда Дороти уводят, Джун обещает сделать всё, чтобы её выпустили на свободу.
Джун решает обратиться за помощью к Бену, и приезжает по его адресу, всё ещё не осознавая, что это логово банды Каспара. Бен тут же звонит Дитцу и просит его немедленно освободить Дороти и не заводить дело, ссылаясь на указание Дженсена. Джун приходит в шок, наконец, осознавая, что Бен возглавляет ту самую мафиозную структуру Сола Каспара, с которой ведёт борьбу Дженсен. Бен цинично объясняет ей, что если не будет его, найдётся кто-то другой, кто будет управлять всем этим бизнесом. Перед уходом Джун обещает ничего не рассказывать Дженсену. Вскоре на полицейской машине Дороти доставляют в дом мафии, откуда Джун увозит её домой.
Тем временем Дженсен вызывает к себе Дитца с докладом о ситуации с Дороти, возмущаясь тем, что после того, как они убрали Каспара, его место занял кто-то другой, кто даёт указания шефу полиции. Дитц говорит, что указание к нему поступило от Бена Грейса, который, как полагал шеф полиции, работает в одной команде с мэром. Затем Дженсен вызывает Джун, говоря, что ему всё известно по делу Дороти. Джун защищает сестру, говоря, что её нужно не арестовывать, а предоставить ей психиатрическое лечение. Однако, по словам Дженсена, о деле уже знает губернатор, который дал ему пять часов на возбуждение уголовного дела. После настоятельных просьб Джун Дженсен обещает сделать всё возможное, чтобы избавить Дороти от тюремного заключения и поместить в хорошую клинику. Чтобы избежать дальнейших неприятностей и принудительного привода, мэр просит Джун самостоятельно привести сестру в полицию. Перед расставанием Дженсен ещё раз говорит Джун, что любит её.
Джун возвращается домой и объявляет Дороти, что той придётся предстать перед судом, обещая, что её не посадят в тюрьму, а поместят в хорошую клинику. От этой новости у Дороти начинается истерика, она обвиняет сестру в том, что та хочет избавиться от неё и заполучить Бена. Затем Дороти припоминает, что после смерти их отца Джун совершенно забыла о сестре и занималась только своей карьерой, на что та возражает, что им надо было как-то выживать, и она делала для этого всё, что было в её силах. Затем Дороти обвиняет сестру, что вся ей клептомания началась с того браслета, который мама подарила Джун. Дороти так хотела его заполучить, что украла его, и ей это понравилось. В ответ Джун напоминает, сколько раз она выручала и спасала сестру, когда та попадалась на кражах, и что если бы она не зарабатывала деньги, никто не выручил бы Дороти из её проблем. Неожиданно успокоившись, Дороти соглашается отправиться в полицию завтра утром.
Возмущённого Бена в сопровождении копа доставляют к Дитцу «как простого воришку». Шеф полиции заявляет Бену, что Дженсен хочет завтра видеть его у себя, на что Бен просит Дитца уладить этот вопрос, намекая на то, что может рассказать, откуда неподкупный Дитц получает деньги. Однако Дитц настаивает на своём, говоря, что это его служба. Выходя из кабинета Дитца, Бен читает поступившее по телетайпу сообщение о том, что Каспар вернулся в Америку и направляется в Бэй-сити.
Не сомневаясь в том, что Каспар собирается его убить, Бен забирает у кассира банды имеющиеся в сейфе 36 тысяч наличными, выясняя, что основная часть денег банды — более 160 тысяч — спрятана в сейфе за камином пляжного дома Каспара. Бен приезжает в офис к Джун и предлагает ей немедленно бежать вместе с ним, однако она отказывается, говоря, что теперь уже поздно. Вернувшись домой, Джун обнаруживает, что Дороти сбежала.
В гараже Бен подходит к своему мастеру, но отказывается брать свой представительский автомобиль, выбирая более старый якобы для того, чтобы отогнать его своему дяде. Тогда служащий просит разрешения Бена покатать на его шикарной машине свою девушку. Когда мастер вставляет ключ в замок зажигания, автомобиль взрывается. Бен понимает, что это покушение явно готовилось на него.
Каспар приезжает в пляжный дом, встречая там лежащую на диване и выпивающую Дороти, которая начинает заигрывать с ним, не понимая, кто он такой. По просьбе Каспара Дороти звонит Бену, чтобы пригласить его в пляжный дом. Трубку неожиданно берёт Джун, которая приехала к Бену в поисках Дороти. Не понимая, кто на другом конце провода, Дороти приглашает Бена поразвлечься в пляжный дом. Не сказав ни слова в ответ, Джун немедленно выезжает в пляжный дом, где Каспар извлёк деньги из тайника и бросает упаковки на пол. Дороти просит у него одну упаковку, а вторую пытается украсть, но когда тот не имеет ничего против, она от всего отказывается, говоря, что так ей не интересно. Раздаётся стук в дверь. Ожидая Бена, Каспар достаёт пистолет и прячется за дверью. Когда входит Джун, Каспер, угрожая пистолетом, выталкивает её на балкон, собираясь застрелить, в то время как Дороти, злорадно ухмыляясь, стоит за спиной гангстера. Джун требует от Дороти, чтобы та немедленно убегала. Однако Каспар отвечает, что в девять часов встретится здесь со своими ребятами, и они здорово повеселятся, а затем он вместе с Дороти улетит в Мексику. Когда Каспар толкает Джун на шезлонг и собирается её застрелить, в руки Джун попадает подводное ружьё, из которого та стреляет, попадая Каспару в предплечье. Того отбрасывает в сторону, а Джун подхватывает выпавший из его рук пистолет и дважды стреляет в него в упор, после чего тот с тяжёлыми ранениями теряет сознание.
От звука выстрела у Дороти начинается истерика, и Джун пытается успокоить её. В этот момент приезжает Бен, который, увидев разбросанные по полу деньги, складывает их в портфель, а затем ещё раз предлагает Джун бежать, но та снова отказывается. Некоторое время спустя раненый Каспар каким-то образом приходит в себя, после чего одним из выстрелов ранит Бена и скрывается на улице. Джун говорит Бену, что в девять здесь будет вся банда, и Бену лучше бы поскорее уехать, однако из-за ранения у того нет сил. Бен звонит Дитцу, сообщая о встрече Каспара с бандой в девять часов в пляжном доме и прося немедленно прислать как можно больше полицейских и скорую помощь.
Когда приезжают бандиты, Бен вместе с сёстрами прячется в спальной комнате на втором этаже. Каспар со своими людьми располагается в гостиной, предлагая Бену сдаться и обещая в таком случае не трогать сестёр. Бен соглашается, бросает оружие и выходит из комнаты на лестницу, после чего Каспар трижды стреляет в него. Бен скатывается по лестнице и лежит без движения. В этот момент в дом врывается полиция и арестовывает всех членов банды. Джун подбегает к Бену и обнимает его, тяжело раненый Бен отвечает, «что не достоин её». Санитары увозят Бена на скорой помощи. Дженсен понимающе смотрит на Джун, а затем утешает Дороти, которая, кажется, начала что-то понимать.

## В ролях
- Джон Пейн — Бен Грейс
- Ронда Флеминг — Джун Лайонс
- Арлин Дал — Дороти Лайонс
- Кент Тейлор — Фрэнк Дженсен
- Тед де Корсия — Солли Каспар

### В титрах не указаны
- Фрэнк Герстл — Дэйв Дитц
- Майрон Хили — Вайсон Каспар, бандит
- Фрэнк Дженкс — бармен

## Создатели фильма и исполнители главных ролей

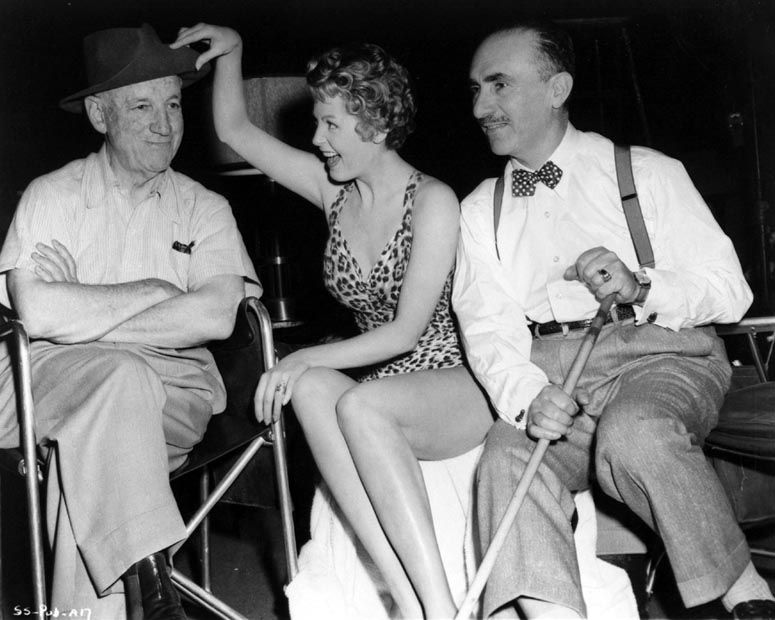
Режиссёр Аллан Дуон, актриса Арлин Дал и оператор Джон Олтон на съёмках фильма

Режиссёр Аллан Дуон начинал работать в кино ещё в немую эпоху, поставив свою первую короткометражку в 1911 году. За свою режиссёрскую карьеру, завершившуюся в 1961 году, Дуон поставил более 400 фильмов. В числу его наиболее известных работ относятся приключенческие драмы «Робин Гуд» (1922) и «Железная маска» (1929), социальная драма «Американское безумие» (1932), семейная мелодрама «Хейди» (1937), комедия «Миллионы Брюстера» (1945), военная драма «Пески Иво Джимы» (1949), вестерн «Серебряная жила» (1954) и криминально-приключенческая драма «Берег реки» (1957).
Джон Пейн более всего известен по главным ролям в музыкальном фильме «Серенада солнечной долины» (1941) и в рождественской сказке «Чудо на 34-й улице» (1947), в фильмах нуар «На краю лезвия» (1946) и «Кража» (1948), а также в двух фильмах нуар Фила Карлсона «Тайны Канзас-сити» (1952) и «Ривер-стрит, 99» (1953). Ронда Флеминг сыграла главные женские роли в фильмах нуар и в криминальных триллерах «Крик об опасности» (1951), «Инферно» (1953), «Пока город спит» (1956) и «Убийца на свободе» (1956), а также в вестерне «Перестрелка в О. К. Коррал» (1957). Кроме того, она сыграла небольшие роли в таких классических нуарах, как «Заворожённый» (1945), «Винтовая лестница» (1945) и «Из прошлого» (1947), а также в многочисленных вестернах 1950-х годов. Арлин Дал играла в фильме нуар «Место преступления» (1949), исторической драме «Господство террора» (1949), социально-психологической драме «Мир женщины» (1954), британской криминальной драме «Фортуна — это женщина» (1957) и фантастическом приключенческом фильме «Путешествие к центру Земли» (1959).

## Оценка фильма критикой

### Общая оценка фильма
Сразу после выхода фильма на экраны кинокритик «Нью-Йорк таймс» Босли Кроутер дал ему отрицательную оценку, заявив, за этот фильм должны «краснеть ответственные за его создание продюсер Бенедикт Богоус, сценарист Роберт Близ и постановщик Аллан Дуон», превратившие его в «утомительное пустословие о преступности и городской политике, о честном мэре, его секретарше-любовнице, её сестре-клептоманке и парне, который хочет взять банду под свой контроль».
Критики нашего времени оценивают фильм значительно более позитивно, особенно выделяя его художественное решение и операторскую работу. Так, по словам критика Блейка Лукаса, «фильм был сделан на скромном бюджете, но при этом отличается богатыми цветами и прекрасно оформленными интерьерами, став одной из лучших картин Дуона и оператора Олтона». Журнал «TimeOut» отмечает, что эта «основанная на романе Джеймса М. Кейна хроника коррупции в большом городе является сильным примером творчества Дуона 1950-х годов», добавляя, что «хотя это фильм нуар, он неожиданно сделан в цвете и в формате Суперскоп». Кинокритик Майкл Кини называет фильм «мрачным путешествием в мир организованной преступности, политической коррупции и семейного разлада, где Пейн и Флеминг великолепны как пара обречённых нуаровых любовников, а Дал обращает на себя внимание в роли психически неуравновешенной бывшей преступницы». С другой стороны, кинокритик Деннис Шварц негативно охарактеризовал картину, назвав её «небольшим фильмом нуар, главная особенность которого заключается в том, что он был одним из немногих, который был сделан в цвете в 1950-е годы». Критик замечает, что этот «мелодраматический боевик неоправданно жесток», а его «история несерьёзна и недостоверна».

### Тематические особенности фильма
Критик Джефф Майер обращает внимание на то, «этот гангстерский фильм бросил вызов ограничениям Производственного кодекса, введя в повествовательный контекст криминальных фильмов 1950-х годов элементы „мелодрамы для взрослых“, характерные для таких фильмов Дугласа Сёрка, как „Великолепная одержимость“ (1954), „Всё, что дозволено небесами“ (1956) и „Слова, написанные на ветру“ (1957)». Майер пишет: «Несмотря на жалобы Дуона, что Производственный кодекс чересчур ограничивал его работу, фильм тем не менее доносит до зрителя идею Кейна о связи между нездоровой сексуальной страстью и криминальной деятельностью». По мнению Майера, «мазохизм Джун при защите своей сестры, которая ненавидит её, сопоставим как с нимфоманией Дороти, так и с моральным перерождением Грейса, который в финале даёт Каспару возможность убить себя ради спасения сестёр». Майер отмечает, что «многие годы спустя Аллан Дуон жаловался, что ограничения Кодекса Хейса не позволили ему в полной мере передать извращённую сущность Дороти, но Олтон и Дуон, а также игра Дал умело донесли этот аспект через сочетание цвета, костюма и языка тела». По мнению Майера, «эти аспекты картины в сочетании с крутым диалогом, выбором на роли рыжих Флеминг и Дал, и использованием Олтоном кричащих оранжевого и зелёного цветов делают „Оттенок алого“ одним из самых экстравагантных нуаровых фильмов в Голливуде в период действия Производственного кодекса».

### Цветовое решение фильма
Кинокритик Крейг Батлер замечает, что «поклонники фильма нуар определённо захотят посмотреть этот фильм, ставший одним из немногих примеров этого жанра в его „золотой период“, который был снят в цвете. И каков этот цвет! Слово „соблазняющий“ как будто специально создано для этого фильма, который упивается зелёным, который можно представить только у лайма, и оранжевым, который буквально разрывает экран — не говоря об алом, который сметает любой намёк на слово „слегка“. Просто поразительно видеть такой цвет в традиционном фильме нуар, но оператор Джон Олтон точно знает, как пользоваться цветом».

### Оценка работы режиссёра и творческой группы
Если режиссёрская работа Дуона получила сдержанно-положительную оценку, то операторская работа Джона Олтона удостоилась всяческих похвал. По мнению Батлера, «насколько сценарий фильма переусложнён, настолько же он не уверен в том, что хочет сказать, и его не спасает даже режиссура Аллана Дуона, компетентная, но не более того». Шварц полагает, что «операторская работа Джона Олтона — это самое интересное, что есть в этом фильме», отметив, что Олтон «смог наполнить цвета Суперскопа нуаровыми тенями даже несмотря на то, что фильм снят в извращённо ярких цветах». Лукас написал, что «творческий подход Джона Олтона в области светового решения в цвете столько же самобытен, как и в его чёрно-белых фильмах». Продолжая его оценку, Алан Силвер пишет: «Олтон использует огромные тени и большие чёрные зоны, и делает особый акцент на розовом, зелёном и особенно оранжевом цветах. Это создаёт впечатляющий эффект во многих сценах, снятых в Текниколоре» . Майер согласен с тем, что «фильм во многом выиграл от великолепной операторской работы в Текниколоре», далее отметив, что «сексуальный акцент великолепно передаётся огненной операторской работой Олтона, что делает „Оттенок алого“ одним из самых необыкновенных фильмов нуар. Использование Олтоном цвета производит тот же эффект, что и работа оператора Леона Шемроя в картине „Бог ей судья“ (1945): фильму придаётся не вполне реалистичная картинка, чтобы привлечь внимание зрителей к сексуальным и психологическим аспектам, которые обычно запрещались цензурными ограничениями».

### Оценка актёрской игры
Критически настроенный Кроутер написал: «Две рыжеголовые женщины и один тупоголовый мужчина являются главными персонажами этого фильма. Женщины, которых играют Ронда Флеминг и смехотворно игривая Арлин Дал составляют пару сестёр, ищущих любовных утех, а парень, Джон Пейн, это ищущий любовных утех крупный гангстер».
С другой стороны, Батлер считает, что «цвет позволяет выгодно подать себя паре морковных роковых женщин этого фильма, восхитительной Ронде Флеминг и дьявольской Арлин Дал». По его мнению, обе актрисы выдают пленительную игру, где Дал, может быть, имеет небольшой перевес благодаря роли «плохой девушки». Однако, «к сожалению, до их уровня не дотягивает Джон Пейн, который несмотря на все усилия, не вполне попадает в роль. Отчасти это не вина актёра, так как сама роль немного путана и несфокусирована».